# His〜恋するつもりなんてなかった〜
『his〜恋するつもりなんてなかった〜』（ヒズ こいするつもりなんてなかった）は、2019年4月9日（8日深夜）から5月7日（6日深夜）まで放送されたメ〜テレ制作のテレビドラマ。主演は草川直弥。

## あらすじ
3月のある日。井川迅（草川直弥）は春休みを利用し、単身赴任中の父が暮らす江ノ島にやって来る。そこで訳あって江の島で一人暮らしをする日比野渚（倉悠貴）と出会う。2人に芽生えた友情は、やがて恋に発展していく。

## キャスト
- 井川迅 - 草川直弥
- 日比野渚 - 倉悠貴
- 熊切千歌 - 志田彩良
- 平原亜子 - 栗林藍希
- 飛鳥松子 - 川添野愛
- 住澤隆史 - 伊島空
- 井川司 - 斎藤陽一郎
- 横溝 - 永岡佑
- 横溝の息子 - 松浦理仁
- 髙木大 - 芹澤興人
- 熊切梓 - 河井青葉
- 熊切雄作 - 田中要次

## スタッフ
- 脚本 - アサダアツシ
- 音楽 - 渡邊崇
- 挿入歌 - ガラパゴス「黒い酸素」
- チーフプロデューサー - 太田雅人（メ〜テレ）
- プロデューサー - 安田和朗（メ〜テレ）、柴原祐一（ダブ）
- 監督 - 今泉力哉、中里洋一
- 制作プロダクション - ダブ
- 制作 - メ〜テレ

## 配信
- dTVチャンネル（配信ページでメーテレの各話放送後配信予定。

## 放送日程
| 放送回 | 放送日         | 監督     |
| ------ | -------------- | -------- |
| 第1話  | 2019年 4月09日 | 今泉力哉 |
| 第2話  | 4月16日        | 中里洋一 |
| 第3話  | 4月23日        | 中里洋一 |
| 第4話  | 4月30日        | 今泉力哉 |
| 最終話 | 5月07日        | 今泉力哉 |

## 映画
『his』（ヒズ）のタイトルで、2020年1月24日に公開。ドラマ版で描かれた出会いから13年後を描く。監督は今泉力哉、主演は本作が映画初主演となる宮沢氷魚。

### 撮影
主人公の井川迅（宮沢氷魚）は東京の会社を辞め、岐阜県白川町に移住し自給自足の生活をしている。そこへ昔の恋人の日比野渚（藤原季節）が突然、6歳の娘の空を連れて井川の前に現れるというのが物語の発端であるが、実際に映画は白川町で撮影された。同町での撮影は2019年3月に2週間にわたって行われた。宮沢と藤原は10日間、二人でコテージに寝泊まりした。白川町の撮影後、東京に移り、裁判のシーンの撮影が行われた。白川町の主なロケ地は以下のとおり。道の駅美濃白川ピアチューレ、よいいち美濃白川、白川橋、パイプオルガン工房、中之平公民館、飛騨川の河原など。
映画では井川と町の移住サポート課の女性職員（松本穂香）の交流も描かれる。白川町では、空き家相談をはじめ、移住・定住などの相談窓口として2015年4月に「白川町移住・交流サポートセンター」が設立された。そのことが物語の設定として生かされている。同センターが管理・運営する「田舎暮らし体験住宅」の建物が、緒方（鈴木慶一）の住む家として使われた。
井川の家に住み始めた日比野は地元のパイプオルガンの工房で働く。白川町はオルガン奏者の辻宏が住んだ地として知られ、町内には辻が造った4台のパイプオルガンがある。

### キャスト（映画）
- 井川迅：宮沢氷魚
- 日比野渚：藤原季節[10]
- 日比野玲奈：松本若菜[10]
- 吉村美里：松本穂香[10]
- 日比野空：外村紗玖良[10]
- 野田文子：中村久美
- 緒方：鈴木慶一
- 吉村房子：根岸季衣
- 水野弁護士：堀部圭亮
- 桜井弁護士：戸田恵子

### スタッフ（映画）
- 監督：今泉力哉
- 脚本：アサダアツシ
- 音楽：渡邊崇
- 主題歌：Sano ibuki「マリアロード」（EMI Records / UNIVERSAL MUSIC）[11]
- 監修：南和行（大阪弁護士会）
- 撮影：猪本雅三
- 照明：赤津淳一
- 録音：根本飛鳥
- 編集：相良直一郎
- 美術：松永桂子
- 協力：岐阜県、白川町、岐阜フィルムコミッション、多治見フィルムエンジン　ほか
- 企画：新村裕、アサダアツシ
- エグゼクティブプロデューサー：多湖慎一
- プロデューサー：服部保彦、柴原祐一
- 共同プロデューサー：飯田雅裕、柴原祐一、権田スカイ、多湖慎一
- 配給・宣伝：ファントム・フィルム
- 製作プロダクション：ダブ
- 企画製作：メ〜テレ
- 製作委員会メンバー：メ〜テレ、朝日新聞社、ファントム・フィルム、ひかりTV、ダブ

### 受賞（映画）
- 第12回TAMA映画賞 最優秀新進男優賞（宮沢氷魚）[12]
- 第45回報知映画賞 新人賞（宮沢氷魚）[13]
- 第42回ヨコハマ映画祭 最優秀新人賞（宮沢氷魚・藤原季節、藤原は『佐々木、イン、マイマイン』と合わせて）[14]
- 第30回日本映画批評家大賞 新人男優賞 南俊子賞（宮沢氷魚）[15]
- ニッポン・コネクション(Nippon Connection) ニッポン・シネマ賞(NIPPON CINEMA AWARD) 2021(ドイツ）